# Oňatova smlouva
Oňatova smlouva (něm. Oñate-Vertrag) je smlouva pojmenovaná po španělském velvyslanci ve Vídni hraběti Oñate, sepsaná po tajných dohodách v roce 1617. Upravovala následnictví po Matyášovi Habsburském (on i jeho zbývající dva bratři byli bezdětní), v úvahu přicházela španělská nebo štýrská větev Habsburků.
Oňatovou smlouvou se španělská větev zříká všech nároků na středoevropskou monarchii (zejména české země, rakouské země a Uhersko). Touto dohodou přešlo následnictví na Ferdinanda Štýrského, který u nás nastoupí jako Ferdinand II. Naopak rakouští Habsburkové přenechali Španělům moc nad Alsaskem, což bylo území důležité pro zásobování bojů v Nizozemsku (viz osmdesátiletá válka).